# Marianne Junghans

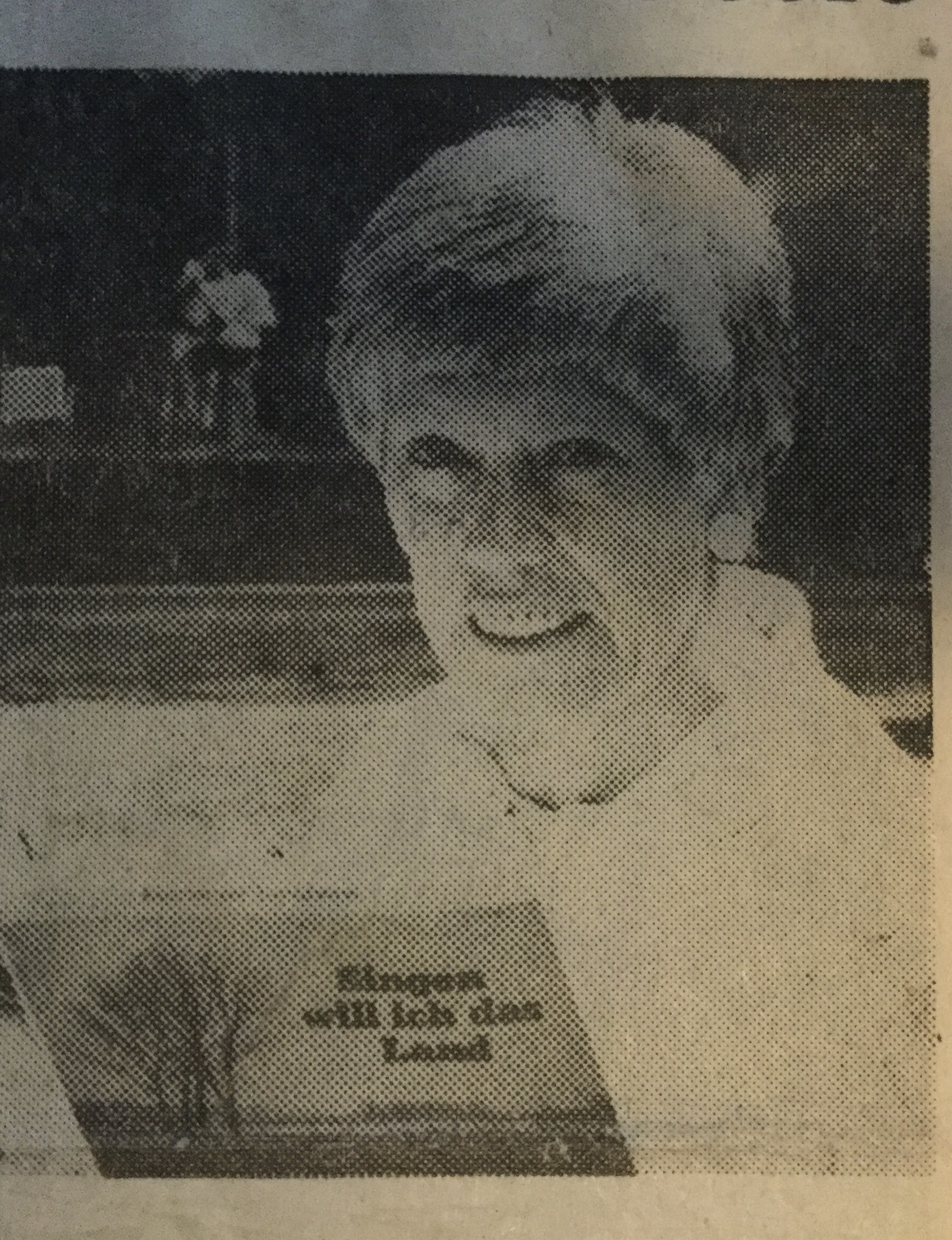
Marianne Junghans (1985)

Marianne Junghans (* 15. Mai 1923 in Krefeld; † unbekannt) ist eine deutsche Schriftstellerin.

## Wirken
Junghans erlernte den Beruf als Auslandskorrespondentin. Sie ist/war unter anderem Mitglied des Verbands deutscher Schriftstellerinnen und Schriftsteller, der Interessengemeinschaft deutschsprachiger Autoren und der Regensburger Schriftstellergruppe International. Unter anderem wirkte sie neben eigenen Werken auch an über 50 Anthologien mit.
Sie lebte lange Zeit in Niederhersdorf.

## Werke (Auswahl)
- Wacht auf. Europäischer Verl. Wien 1965.
- Man nennt mich Lassie. Europäischer Verl. Wien 1968. (Zeichnungen: Brigitte Wirtz)
- Doch du in allen Dingen. Martin-Verlag Berger, Buxheim 1970.
- mit Christel Schulte-Hanhardt: Lampions am Brückenbogen. Ellenberg, Köln 1975. ISBN 978-3-921369-08-1
- Station Vita. Erzählungen. Schwarz, Baden-Baden 1976. ISBN 978-3-921531-05-1
- mit Jürgen Schwalm: Aus den Gebirgen der Schwermut ins große Crescendo. Kleine Auswahl aus Gedichten. Verlag Der Steg im Kreis der Freunde, Dülmen 1977. ISBN 978-3-921446-78-2
- Muscheltraum und Sterngesang. Neusurrealistische Gedichte. Desire & Gegenrealismus, Schwandorf 1978 (1. Aufl.). ISBN 978-3-88397-007-3 (mit Zeichnungen von Christel Schulte-Hanhardt)
- Alle atemlosen Spiele. Gedichte. Mercator-Verlag, Duisburg 1980. ISBN 978-3-87463-085-6
- Hinter dem Glasberg. Variationen zu alten Märchen. Desire & Gegenrealiswarmus, 1982. (mit Zeichnungen von Eleonora Heine-Jundi)
- Da steht der Gänsedieb. Geschichten einer Kindheit. Schwarz, Baden-Baden 1983. ISBN 978-3-921531-15-0
- In gepflegtem Rasen. Verlag Zum Halben Bogen, Bovenden 1984. ISBN 978-3-88996-037-5
- Singen will ich das Land. Edition N, Druck- und Verlags-Haus Enger, Willich-Anrath 1985. ISBN 978-3-922765-09-7 (Fotos: Cordula Junghans)
- Der die Zeichen setzt. Verlag Zum Halben Bogen, Göttingen 1986. ISBN 978-3-88996-083-2
- Meine kleine Lyrikreihe. Gesellschaft der Lyrikfreunde, Innsbruck 1987. ISBN 978-3-900810-05-4
- Die Spanne des Sommers. Verlag Zum Halben Bogen, Göttingen 1988. ISBN 978-3-88996-172-3
- Aber noch zählt das Licht. Eifel-Bilder. Verlag Zum Halben Bogen, Göttingen 1990.

## Herausgeberschaften
- Wahr-Nehmungen. Lyrik und Prosa. La fleur, Krefeld 1986. ISBN 3-89105-015-1
- Worte im Licht. Gedichtinterpretationen. Graphikum-Verlag, Göttingen 1995. ISBN 978-3-88996-406-9

## Auszeichnungen
- 1978: Förderpreis für Lyrik, Stadt Osnabrück[3]
- 1979: Hans-Huldreich-Büttner-Gedächtnispreis, Kreis der Freunde, Dülmen